# Extreme
Extreme is een Amerikaanse hardrockband. De groep is vooral bekend van de ballads Hole Hearted en More Than Words. Met het laatstgenoemde nummer scoorde Extreme in 1991 een nummer 1-hit in Nederland.

## Geschiedenis
Extreme is opgericht in 1986 en stopte tien jaar later, in 1996. In 1989 kwam het eerste album uit, nadat de groep in 1988 een platencontract tekende.
Drijvende kracht achter de band was Nuno Bettencourt. Zijn gitaarspel is vooral beïnvloed door Eddie van Halen en Brian May (Queen), maar ook door The Beatles. Naast de variatie in muziekstijlen valt bij Extreme ook de variatie in songteksten op. Deze lopen uiteen van gevoelige liefdesliedjes tot maatschappijkritische teksten.
De doorbraak bij het grote publiek kwam met het tweede album Pornograffitti, dat naast de hit More Than Words (in duidelijke Everly Brothers-stijl) vooral stevige rocknummers bevat. De sterke invloeden uit de funk geven de band een zeer eigen geluid en hebben hen een unieke status in het hardrock-landschap opgeleverd.
Hun derde album, III Sides to Every Story, was zeer ambitieus. De laatste 3 nummers van het album vormen een drieluik dat ruim 20 minuten duurt en dicht tegen de progressieve rock aanzit. Hoewel de verkopen hiervan in eerste instantie heel goed leken te gaan, deed het album het niet zo goed als de voorganger.
Op het vierde album Waiting for the Punchline verschoof de stijl van de band enigszins. Hoewel het nog steeds een funkrock-album is met snelle, melodieuze gitaarsolo's, is de versoberende invloed van de grunge duidelijk merkbaar. Op dit album was voor het eerst drummer Mike Mangini te horen. De als gelovig bekendstaande groep kreeg veel kritiek op het openingsnummer There is no God.
De verkoopcijfers liepen echter steeds verder terug en de band besloot in 1996 om ermee te stoppen. Gitarist Nuno Bettencourt begon een solocarrière en zanger Gary Cherone nam de plaats over van Sammy Hagar als zanger in Van Halen.
In 2005 en 2006 zijn de mannen van Extreme weer bij elkaar geweest en gaven ze een aantal concerten in de VS. Extreme kwam eind 2008 terug met een volledig nieuw album. Het heet Saudades de Rock. Een Europese tour volgde en daarna ook een Aziatische tour. In 2023 kwam het album Six uit. In 2023 en de jaren ervoor, trad Extreme regelmatig op, met drie originele bandleden, behalve de drummer, die al een aantal maal gewisseld is.
De laatste projecten van de bandleden:
- Gary Cherone: Na Van Halen met zijn eigen band Tribe of Judah (ToJ) het album Exit Elvis uitgebracht.

- Nuno Bettencourt: Heeft één soloalbum uitgebracht, Schizophonic en met zijn band The Mourning Widows twee albums. En daarna als Population 1 twee albums. Na een wijziging van de bandnaam naar Dramagods verscheen van hen nog het album Love. Ook toerde Bettencourt afgelopen jaren (tot 2014) als gitarist tijdens een  wereldtournee van zangeres Rihanna.

- Mike Mangini: Vanaf 2011 tot oktober 2023 drummer van de progressieve metalband Dream Theater.

## Huidige leden
- Pat Badger - basgitaar
- Nuno Bettencourt - gitaar
- Gary Cherone - zang
- Kevin Figueiredo - drums

## Voormalige leden
- Paul Geary - drums
- Mike Mangini - drums

## Discografie
- Extreme (1989)
- Pornograffitti (1990)
- III Sides to Every Story (1992)
- Waiting for the Punchline (1995)
- Running Gag (1998)
- An Accidental Collision of Atoms - verzamelalbum (2000)
- Saudades de Rock (2008)
- Six (2023)

### Singles
| Single met eventuele hitnotering(en) in de Nederlandse Top 40 | Datum van verschijnen | Datum van binnenkomst | Hoogste positie | Aantal weken | Opmerkingen |
| ------------------------------------------------------------- | --------------------- | --------------------- | --------------- | ------------ | ----------- |
| Get The Funk Out                                              | 1990                  | 23-03-1991            | 34              | 3            |             |
| More Than Words                                               | 1990                  | 08-06-1991            | 1 (1wk)         | 14           |             |
| Hole Hearted                                                  | 1991                  | 26-10-1991            | 12              | 10           |             |
| Rest In Peace                                                 | 1992                  | 26-09-1992            | 20              | 4            |             |

### Dvd's
| Dvd's met hitnoteringen in de Nederlandse Music Top 30 | Datum van verschijnen | Datum van binnenkomst | Hoogste positie | Aantal weken | Opmerkingen |
| ------------------------------------------------------ | --------------------- | --------------------- | --------------- | ------------ | ----------- |
| Pornograffiti live 25 - Metal meltdown live!           | 2016                  | 12-11-2016            | 11              | 3            |             |

## NPO Radio 2 Top 2000
| Nummer met noteringen in de NPO Radio 2 Top 2000 | '99 | '00 | '01 | '02 | '03 | '04 | '05 | '06  | '07  | '08 | '09  | '10 | '11  | '12 | '13  | '14  | '15  | '16  | '17  | '18  | '19  | '20  | '21  | '22  | '23  | '24  |
| ------------------------------------------------ | --- | --- | --- | --- | --- | --- | --- | ---- | ---- | --- | ---- | --- | ---- | --- | ---- | ---- | ---- | ---- | ---- | ---- | ---- | ---- | ---- | ---- | ---- | ---- |
| More Than Words                                  | 305 | 514 | 661 | 581 | 503 | 767 | 988 | 1099 | 1099 | 860 | 1025 | 823 | 1198 | -   | 1312 | 1104 | 1065 | 1225 | 1116 | 1421 | 1447 | 1443 | 1445 | 1611 | 1624 | 1513 |

1. ↑  Een '-' betekent dat het nummer niet was genoteerd en een vetgedrukt getal geeft de hoogste notering aan.